# FK Pavlikeni
FK Pavlikeni (Bulgaars: ФК „Павликени) is een Bulgaarse voetbalclub uit Pavlikeni. 

## Geschiedenis
De club werd opgericht in 1928 als Hadzji Slavtsjev Pavlikeni. In 1936 werd de club regionaal kampioen en mocht zo deelnemen aan de eindronde om de landstitel, waar ze meteen verloren van Krakra Pernik. Een jaar later kreeg de club een herkansing en versloeg nu ZjSK Stara Zagora en werd dan in de tweede ronde verslagen door Botev Plovdiv. Hierna werd een nationale competitie georganiseerd van 1937 tot 1940, waar de club zich niet voor plaatste. Door het uitbreken van de Tweede Wereldoorlog en het feit dat de clubs uit Sofia te dominant waren werd in 1941 opnieuw een eindronde georganiseerd. De club verloor nu van Levski Plovdiv in de eerste ronde. In 1943 nam de club de naam Knjaz Simeon Tarnovski en nam opnieuw deel aan de eindronde, waar ze in de tweede ronde verloren van Levski Boergas. In 1944 plaatste de club zich voor de tweede ronde, maar trok zich alsnog uit de competitie terug. In 1945 werd terug de naam Hadzji Slavtsjev aangenomen en verloor opnieuw in de eerste ronde van de eindronde. In 1946 en 1947 verloor de club in de kwartfinale van respectievelijk Benkovski Vidin en Spartak Sofia. Tussen 1947 en 1949 heette de club Rosstroj en daarna tot 1971 Tsjerveno zname. Door de herinvoering van de hoogste klasse in 1948 verdween de club naar de achtergrond. In 1954 slaagde de club erin te promoveren naar de hoogste klasse, maar werd daar afgetekend laatste. De club kon nooit meer terugkeren naar de hoogste niveau. 
In totaal speelde de club 24 seizoenen in de tweede klasse, de laatste keer in 1992.